# Kohistani de l'Indus
Pour les articles homonymes, voir Kohistani et Indus (homonymie).
Le kohistani de l'Indus (ou mayã, en anglais Indus Kohistani) est une langue indo-iranienne du groupe des langues dardes, parlée par plus de 200 000 personnes dans le district du Kohistan, au Pakistan.
La langue, qui est parlée sur la rive occidentale de l'Indus, ne doit pas être confondue avec le kohistani de Kalam, bien que ses locuteurs la désignent par le nom de kōhistẽ, kohistani.

## Sources
- (en) Daniel G. Hallberg et Calinda E. Hallberg, Indus Kohistani. A Preliminary Phonological and Morphological Analysis, vol. 8, Islamabad, Quaid-I-Azam University, coll. « Studies in Languages of Northern Pakistan », 1999, 103 p. (ISBN 969-8023-10-0)
- (en) Claus Peter Zoller, A Grammar and Dictionary of Indus Kohistani, vol. 1, Berlin, Mouton de Gruyter, 2005, 507 p. (ISBN 3-11-017947-4)